# Roman avec cocaïne
Roman avec cocaïne (en russe : Роман с кокаином) est un roman de M. Aguéev paru en russe en 1934 à Paris.

## Personnages
- Vadim Maslennikov : le narrateur, un jeune Moscovite d'à peine 16 ans au début du roman.
- La mère du narrateur : 57 ans
- Stépanide : la vieille nounou, au service de la famille depuis plus de vingt ans.

## Plan
Le roman compte à peine 230 pages, mais il se divise en quatre parties, elles-mêmes subdivisées en chapitres :
1. Le lycée : neuf chapitres ;
2. Sonia : neuf chapitres ;
3. Cocaïne : six chapitres ;
4. Pensées : six chapitres, plus un bref épilogue.

## Traduction française
- M. Aguéev (trad. du russe par Lydia Chweitzer, préf. Lydia Chweitzer), Roman avec cocaïne, Paris, Éditions Belfond, coll. « 10/18 » (no 2959), 2014 (1re éd. 1983), 232 p., poche (ISBN 978-2-264-02731-3)